# Mont-Saint-Jean (Aisne)
Mont-Saint-Jean es una comuna francesa situada en el departamento de Aisne, de la región de Alta Francia.

## Geografía
Está ubicada a 22 km al este de Vervins.

## Demografía
| 370 | 389 | 383 | 431 | 433 | 439 | 431 | 469 | 469 | 448 | 417 | 390 | 359 | 363 | 330 | 300 | 273 | 268 | 251 | 216 | 215 | 216 | 220 | 182 | 161 | 137 | 138 | 119 | 96 | 82 | 77 | 82 | 76 | 69 | 67 |
| Para los censos de 1962 a 1999 la población legal corresponde a la población sin duplicidades (Fuente: INSEE [Consultar]) |     |     |     |     |     |     |     |     |     |     |     |     |     |     |     |     |     |     |     |     |     |     |     |     |     |     |     |    |    |    |    |    |    |    |